# Globulina ligadora de tiroxina

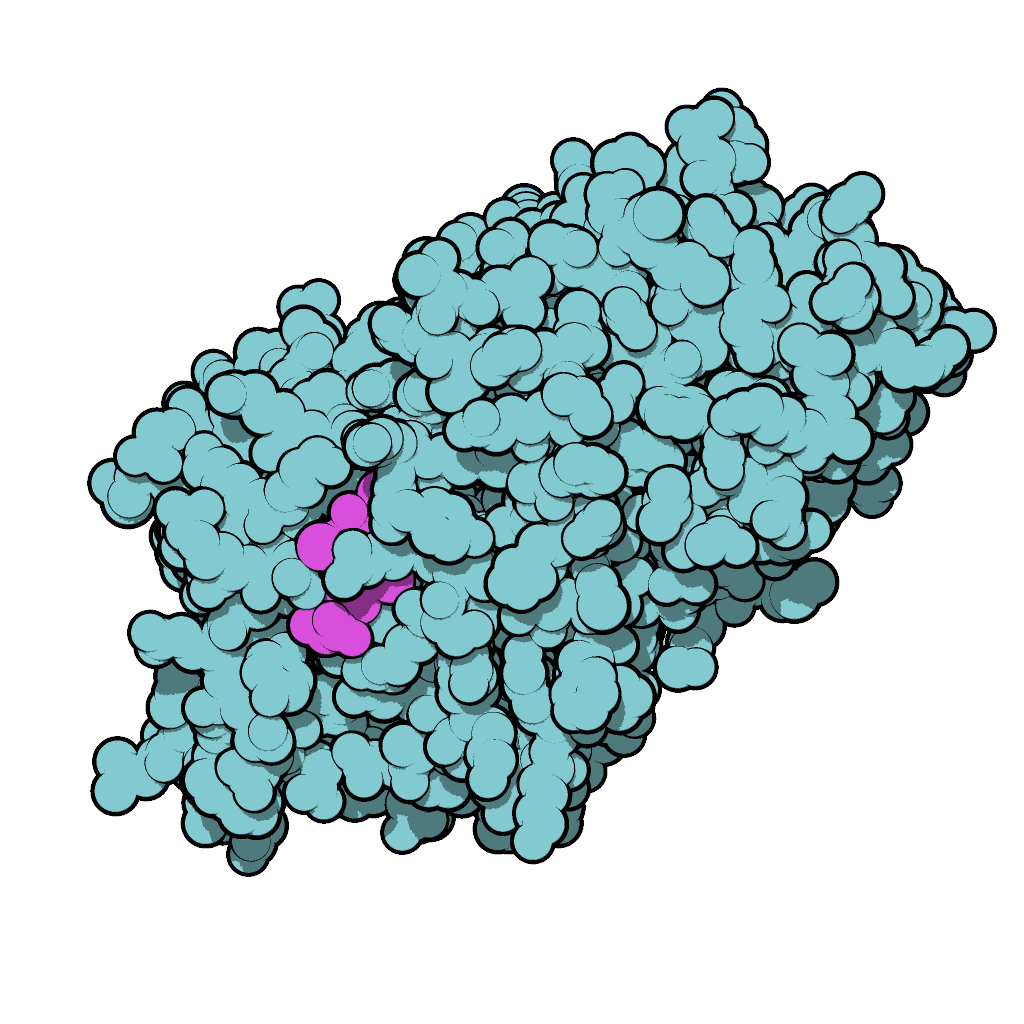

A globulina ligadora de tiroxina (ou TBG, do inglês thyroxine-binding globulin) é uma das três proteínas (juntamente com a transtirretina e a albumina) responsáveis pelo transporte das hormonas da tiróide, tiroxina (T4) e triiodotironina (T3) na corrente sanguínea. Destas três proteínas, TBG é a que possui maior afinidade para T4 e T3, mas está presente em menores concentrações. Apesar dessa menor concentração, a TBG transporta a maioria da T4 no plasma sanguíneo. Devido às muito baixas concentrações de T4 e T3 no plasma, TBG está raramente com uma saturação superior a 25%. Ao contrário da transtirretina e da albimina, a TBG possui apenas um local de ligação para T4/T3.
TBG é produzida no fígado, como uma proteína de 54 kDa.
Genomicamente, a TBG é uma serpina, apesar de não possuir função inibitória tal como outros membros desta classe de proteínas.